# 1945年7月22-23日の海戦
本稿では、太平洋戦争末期の1945年7月22日-23日に、房総半島の野島崎沖で起きた海戦について説明する。
アメリカ海軍の駆逐艦部隊が、日本の護送船団を襲撃して、輸送船1隻を沈めた。この戦いは、第二次世界大戦で最後の水上戦闘であるとも言われる。

## 経過
1945年（昭和20年）7月、日本近海で活動中のアメリカ海軍第38任務部隊のジョン・マケイン中将は、隷下の第61駆逐戦隊（司令官：トーマス・ヘンリー・ヘーダーマン大佐）を分派し、相模湾周辺での通商破壊を行うことにした。第61駆逐戦隊は、旗艦「デ・ヘヴン」以下「マンスフィールド」「ライマン・K・スウェンソン」「コレット」「マドックス」「ブルー」「ブラッシュ」「タウシッグ」「サミュエル・N・ムーア」の計9隻から成っており、すべて最新鋭のアレン・M・サムナー級駆逐艦だった。
7月21日早朝、第61駆逐戦隊は、機動部隊主力と別れて日本本土沿岸へと接近を開始した。台風が付近を通過中のため、天候は不良であった。
7月22日、台風は過ぎ去ったものの、日中は波の荒い状態が続いていた。第61駆逐戦隊は夕方から速度を上げ、単縦陣で最終コースに入った。23時05分、24ノットで航行中の「デ・ヘヴン」のSG捜索用レーダーは、19海里（約35km）の距離に水上目標をとらえた。その11分後、今度は射撃管制レーダーが目標をとらえ、4隻の船影であることが確認できた。これは、貨物船「延文丸」（日本郵船、6919総トン）と「第5博鉄丸」（西海汽船、800総トン）及び護衛の第1号掃海艇と第42号駆潜艇からなる護送船団で、館山湾で船団を編成して同日21時00分に出航、函館港へ向け航行中であった。
アメリカ艦隊は速力を27ノットに上げて襲撃運動に移った。アメリカ艦隊は、日本側の魚雷による反撃を警戒しつつ約10km（11000ヤード）まで接近し、23時50分頃に各艦から魚雷2本ずつを発射、続いて砲撃を開始した。このとき、日本船団は、野島崎南西4.5海里（北緯34度50分・東経139度50分）の地点にあり、アメリカ艦隊の出現には気付いていなかった。砲弾は初弾から「延文丸」と「第5博鉄丸」に次々と命中し、2隻とも炎上した。23日0時05分頃に、アメリカ艦隊の乗員は「第5博鉄丸」の方角に複数の爆発音を聞き、2本以上の魚雷が命中したものと判断した。日本側の記録では水上艦艇に加えて航空機からの銃爆撃も受けたとしているが、アメリカ側に該当する記録は無い。
この間、日本の護衛艦艇は、「延文丸」の乗組員によると同船の陰に潜み、無理な応戦を避けていたという。「延文丸」は自衛用に装備した大砲と機関砲で反撃を試みたが、アメリカ側に被弾は無かった。また、アメリカ側は、野島崎の沿岸砲台から砲撃を受けたと記録している。
7月23日0時09分、第61駆逐戦隊は攻撃を打ち切って転針し、戦場離脱を開始した。途中で「ブラッシュ」の舵が故障したほか、特に損害はなく、夕刻に第38任務部隊主力と合流した。
日本船団のうち「延文丸」は消火に成功し、護衛艦艇とともに館山湾に避退できた。「第5博鉄丸」は修理のために横須賀港へ曳航中に沈没した。

## 結果
海戦の結果、日本側は「第5博鉄丸」を搭載物資とともに失った。「延文丸」は沈没を免れたが、船橋などが破壊され、船員も船長以下5人が戦死、7人が負傷（うち1人は後に戦傷死）、警戒任務で乗船中の軍人も死傷する損害を被った。生き残った「延文丸」も航海は中止となった。同船は満州方面へ工場疎開させる工作機械類7264トンと上陸用舟艇8隻を積載しており、函館を経由後、朝鮮半島の羅津へ揚陸する予定だった。以上の結果について、アメリカ側は中型輸送船と小型輸送船各1隻を沈めたほかに、輸送船と護衛艦を1隻ずつ撃破したと戦果判定していた。
アメリカ艦隊が消費した弾薬は、5インチ砲弾3291発と魚雷18本だった。
なお本海戦は、「第二次世界大戦で最後の水上戦闘である」とも言われる。ほかに最後の水上戦闘として挙げられる戦いとしては、1945年5月16日に日本海軍艦艇とイギリス海軍艦艇との間で行われたペナン沖海戦や、同年8月21日に中国沿岸で発生した武装ジャンク同士の戦闘がある。後者は、アメリカ兵と指揮下の中国兵が乗船したジャンク2隻が、海門から上海へ航行中に、日本兵の乗ったジャンク1隻から攻撃を受けたが、反撃して拿捕したというものである。この戦功で、連合国側の指揮官だったリビングストン・スウェンツェル・ジュニア（Livingston Swentzel, Jr.）予備海軍大尉ら2名は、第二次世界大戦で最後の海軍十字章を受章している。